# Antonio Maria Rinaldi
Antonio Maria Rinaldi, né le 27 février 1955, est un homme politique italien élu eurodéputé en mai 2019.